# Cyclopina phoenicia
Cyclopina phoenicia – gatunek widłonoga z rodziny Cyclopinidae. Nazwa naukowa tego gatunku skorupiaków została opublikowana w 1953 roku przez szwedzkiego zoologa Knuta Lindberga.